# Ljungsjön (Mjöbäcks socken, Västergötland)
Ljungsjön är en sjö i Svenljunga kommun i Västergötland och ingår i Ätrans huvudavrinningsområde.